# تركيز انعدام التأثير المتوقع
تركيز انعدام التأثير المتوقع هو تركيز المادة الكيميائية الذي يحدد الحد الذي لا يتم فيه قياس أقل قدر من التعرض للآثار الضارة في النظام البيئي. ينبغي من قيم تركيز انعدام التأثير المتوقع أن تكون متحفظة وتتنبأ بالتركيز الذي من المحتمل ألا يكون فيه لمادة كيميائية معينة أي تأثير سام، إذ ليس الغرض منها التنبؤ بالحد الأقصى لتركيز مادة كيميائية معينة لها تأثير سام، والذي لا يكون للمادة عنده تأثيرات ضارة.

## الاستخدام
تُستخدم قيم تركيز انعدام التأثير المتوقع عادةً في تقييم المخاطر البيئية كواحدة من بين أدوات علم السموم البيئية.
يمكن حساب قيمة تركيز انعدام التأثير المتوقع لمادة كيميائية معينة من خلال بيانات السمية الحادة أو السمية المزمنة الخاصة بنوع واحد، أو بيانات الأنواع المتعددة لتوزيع حساسية الأنواع، أو البيانات الميدانية أو بيانات النظم البيئية النموذجية. ويستخدم عامل التقييم بناءاً على نوع البيانات المستخدمة لحساب الثقة في بيانات السمية الملحوظة في نظام بيئي كامل.

### تقييم المخاطر البيئية
تستخدم العديد من الهيئات، والتي من بينها وكالة المواد الكيميائية الأوروبية، وبرنامج تسجيل المواد الكيميائية وتقييمها وترخيصها وتقييدها، ووكالات علم السموم الأخرى قيم تركيز انعدام التأثير المتوقع على نطاق واسع في الدول الأوروبية لتقييم المخاطر البيئية. ويمكن استخدام قيم تركيز انعدام التأثير المتوقع جنبًا إلى جنب مع قيم التركيز البيئي المتوقعة لحساب نسبة توصيف المخاطر، والتي تسمى أيضًا حاصل المخاطر لمادة كيميائية معينة، والذي يساوي ناتج قسمة قيمة التركيز البيئي المتوقعة على قيمة تركيز انعدام التأثير المتوقع وهو نهج محدد لتقدير المخاطر البيئية على المستويات المحلية أو الإقليمية. فإذا كانت قيمة تركيز انعدام التأثير المتوقع أعلى من قيمة التركيز البيئي المتوقعة فهذا يعني أن المادة الكيميائية لن تتسبب في أية مخاطر بيئية.